# Savage Cove
Savage Cove is een kustdorp in de Canadese provincie Newfoundland en Labrador. De plaats bevindt zich in het uiterste noorden van het eiland Newfoundland.
Savage Cove bevindt zich de facto in gemeentevrij gebied, al maakt het de jure deel uit van de gemeente Savage Cove-Sandy Cove.

## Geografie
Savage Cove ligt in het uiterste noordwesten van het Great Northern Peninsula, het meest noordelijke gedeelte van Newfoundland. Aan de westrand van Savage Cove ligt Yankee Point, de kaap waar de Straat van Belle Isle het smalst is. De in Labrador gelegen vuurtoren van Point Amour ligt van daaruit zo'n 17 km verder naar het noorden toe.
Het dorp ligt langs Route 430 en is in het oosten gedeeltelijk vergroeid met het buurdorp Sandy Cove. Een tweetal kilometer naar het zuidwesten toe liggen de plaatsen Flower's Cove en Nameless Cove.

## Geschiedenis
In 1986 kregen de inwoners van Savage Cove voor het eerst een beperkte vorm van lokaal bestuur doordat de plaats een local service district (LSD) werd. In 1994 werd dat LSD opgeheven door de oprichting van de gemeente Savage Cove-Sandy Cove. Deze gemeente bestaat echter enkel op papier, waardoor de plaats in feite geen lokaal bestuur meer heeft.

## Demografie
In 1991 telde Savage Cove 348 inwoners. In 1996 was het inwoneraantal gedaald naar 268.
Vanaf de volkstelling van 2001 worden er niet langer aparte censusdata voor Savage Cove bijgehouden. Heden valt de plaats onder de designated place (DPL) Savage Cove-Sandy Cove-Shoal Cove East.

## Flora
Bij Yankee Point groeit een van slechts zes populaties van Braya longii, een zeldzame en bedreigde kruidachtige plant die uitsluitend voorkomt aan de noordwestkust van het Great Northern Peninsula. Drie andere populaties van Braya longii komen voor bij het buurdorp Sandy Cove.

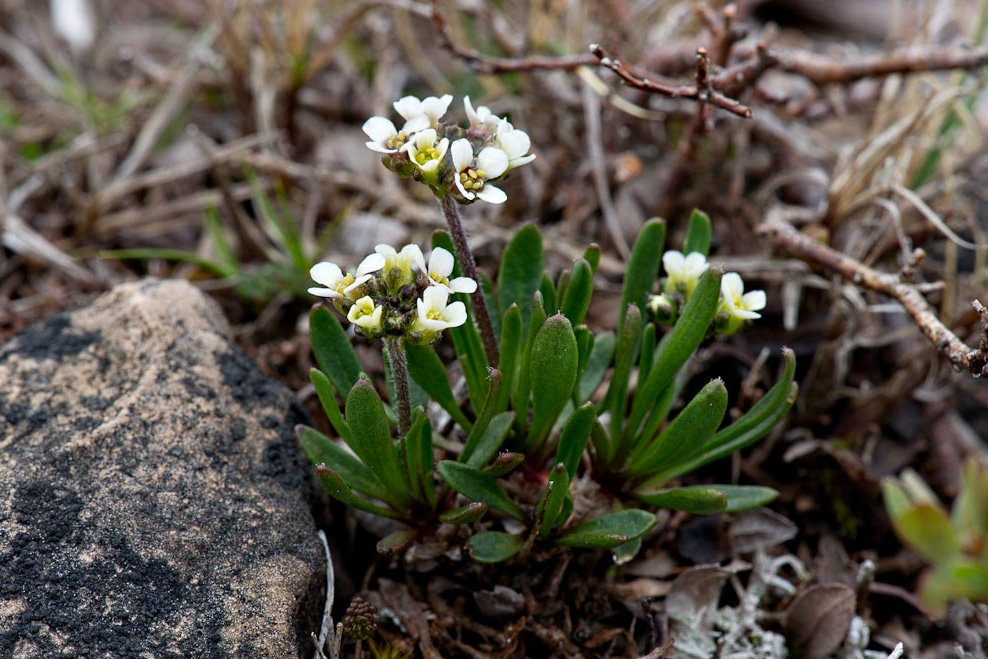
Savage Cove is een van slechts vier dorpen ter wereld waar Braya longii voorkomt.